# Stephensia
Stephensia es un género de hongos de la familia Pyronemataceae.